# Real Madrid u sezoni 2014./15.
Sezona 2015./16. je službeno 112. natjecateljska sezona i 85. uzastopna sezona u najelitnijem razredu španjolskog nogometa, La Ligi. Započela je 1. srpnja 2015. i završava 30. lipnja 2016.

Nakon što nisu uspjeli osvojiti trofej Carlo Ancelotti je smjenjen. Carla je zamijenio Rafael Benítez 3. lipnja 2015.
Real je doveo novo pojačanje za, a to je Danilo. Španjolska krila Marko Asensio i Lucas Vázquez također su se pridružili klubu, dok je Sami Khedira potpisao za Juventus nakon što njegov ugovor nije bio obnovljen od strane kluba. Javier Hernández se vratio natrag u Manchester United.
Ugovori od Dani Carvajala i Marcela su obnovljeni za još šest godina i istječu u ljeto 2020. godine.
Legenda Real Madrida Iker Casillas je napustio klub 11. srpnja 2015. otišao u Porto nakon 25 godina s Los Blancosima. Iker Casillas je u Real Madridu odigrao 510 utakmica, kao zamjena za Iker Casillasa smatralo se da će biti golman Manchester Uniteda David de Gea koji na kraju nije doveden zbog birokratske greške na samom kraju prijelaznog roka, te je prvi golman postao Keylor Navas.
Real Madrid je doveo novog golmana 17. srpnja 2015. Kiko Casilla stigao je iz Espanyola za 6 milijuna €.
Početkom polusezone na samom početku 2016. godine nakon nekoliko loših rezultata Rafa Benitez dobiva otkaz a novi trener postaje Zinedine Zidane koji je do tada trenirao mladi sastav.
Krajem siječnja 2016. Denis Cheryshev poslan na posudbu u Valenciju za cca 10 milijuna €.

## Utakmice
Real Madrid - AS Roma (6-7 na pen.)
18. srpnja 2015. Real Madrid odigrao je prijateljsku utakmicu s AS Roma. Utakmica je završila bez pogodaka. Pobjednika su odlučili jedanaesterci,Real je prvih 6 penala sjajno izveo ali sedmi penal koji je izvodio Lucas Vázquez golman AS Roma je obranio, a pobjedu Romi izvođenjem sedmog jedanaesterca donio je Seydou Keita.